# Skyland (série télévisée d'animation)
«  Skyland » redirige ici. Pour les autres significations, voir Skyland (homonymie).
Skyland est une série télévisée d'animation franco-canadienne en 26 épisodes de 26 minutes, créée par Alexandre de la Patellière, Matthieu Delaporte et Emmanuel Gorinstein d'après une idée originale d'Emmanuel Gorinstein. Les deux premiers épisodes ont été diffusés en même temps dans plusieurs pays le 26 novembre 2005, en France à partir du 8 avril 2006 sur France 2, au Canada depuis le 8 avril 2006 sur Télétoon. Par la suite la série a été diffusée sur Canal J.
Une deuxième saison était prévue. Elle était en cours d'écriture lorsque le studio a fermé ses portes. Ainsi que un long-métrage qui devait aborder le passé des parents de Léna et Mahad.

## Synopsis
Année 2451 : La Terre s'est disloquée en millions de blocs dérivants. 
Dans cet univers où l’eau est devenue rarissime, Mahad et Lena partent à la recherche de leur mère, enlevée par la Sphère, la terrible dictature qui fait régner l’ordre dans ce nouveau monde. Résolus à la retrouver par tous les moyens, Mahad, vraie tête brûlée, et sa sœur Lena, jeune Seijin découvrant la nature de ses pouvoirs télékinésiques, explorent cet univers éclaté : le Skyland.

## Univers de Skyland
Skyland est un monde-archipel constitué de milliers, voire de millions de blocs flottants de toutes tailles. Dans l'infini du ciel, la Grande Muraille de Chine côtoie l'Empire State Building ou la pyramide de Kheops, la forêt tropicale nargue le désert, personne ne connaît les limites de cette nouvelle société.

### L'eau et la Sphère
La vie s'est organisée autour de l'or bleu de ce monde : l'eau.
Sa distribution est sous le contrôle absolu de la Sphère, un immense consortium qui a étendu son pouvoir à l'ensemble des blocs recensés. La Sphère détient le monopole de la récolte, du traitement et de la distribution de l'eau et l'ensemble des ressources en eau lui appartient. Le siège de la Sphère est installé sur le Tutorat, véritable bloc-monde, reconstruit de toutes pièces sur des vestiges. L'État s'organise politiquement autour de trois pôles : le Conseil, Les Gouverneurs des provinces et, bien évidemment, ceux qui ont la charge de maintenir l'équilibre du pouvoir de la Sphère, les Tuteurs.

### La prophétie
Une prophétie circulait dans le Skyland, porteuse d'espoir, qui disait :
« Il unifiera la Terre grâce à la femme lumière. »
Les Rémanents ont cru que la prophétie parlait de Mila et Marcus. Mais la disparition de Marcus a mis fin à cette interprétation, et il ne reste plus grand monde pour croire à la prophétie. Maintenant Oslo pense que la prophétie parle de lui et de Léna, la jeune fille de Mila et Marcus. Oslo fait tout pour capturer Léna et ensuite se servir d'elle pour prendre la tête de la Sphère et contrôler le Skyland.

### Avant que l'aventure commence… Chronologie
- 2416 : Naissance de Mila
- 2417 : Ses parents meurent mystérieusement. Mila est recueillie par un haut dignitaire de la Sphère qui voit en elle une puissante Seijin.
- 2426 : À 10 ans, elle intègre le Tutorat et y rencontre Oslo.
- 2427-2433 : Mila et Oslo, les deux élèves les plus brillants du Tutorat, sont inséparables. Les facultés d’Oslo croissent en même temps que sa soif de pouvoir et de violence.
- 2434 : Lors d’une mission contre des rebelles, Mila rencontre Marcus, un Pirate. Elle tombe amoureuse. Grâce à lui, elle prend conscience de l’horreur totalitaire qu’est la Sphère. Ensemble, ils fuient. Oslo se jure de les retrouver.
- 2435 : Après un long périple de Bloc en Bloc qui les a notamment emmenés à Temuera (Bloc maori d’où elle ramènera le boomerang de Mahad), le jeune couple trouve refuge dans le bloc d’Angkor (Cambodge). À cette époque, Angkor est la base principale de la résistance. Le couple Mila-Marcus met sur pied un réseau qui libère plusieurs Blocs. Les résistants se mettent à croire que Mila et Marcus sont ceux dont parle la prophétie qui annonce la libération de Skyland.
- 2436 : À 20 ans, Mila accouche d’un garçon. Mahad est un humain normal, un Jinsei.
- 2437-2440 : Marcus est devenu le chef de la résistance.
- 2441: Lors du 9e mois de grossesse de Mila (Mahad a 4 ans), Marcus disparaît lors d’une mission sur le Bloc d’Azul. Mila accouche d’une petite fille, Léna, une Seijin comme elle. La résistance se disloque, le Bloc d’Angkor tombe entre les mains de la Sphère et Mila ne doit sa survie qu’au Vecteur, qui a couvert sa fuite à bord de l’Hypérion, le vaisseau de Marcus. Pour la Sphère, la victoire est totale.
- 2442 : Mila s’installe en périphérie d’une mégapole : Babylonia. Qui viendrait la chercher au centre de la Sphère ? Elle se jure de ne plus jamais utiliser ses pouvoirs.
- 2443-2450 : La vie suit son cours. Mila cache les pouvoirs de sa fille, car tous les enfants Seijin sont emmenés au Tutorat. Le Vecteur s’est installé dans un phare du côté de Puerto-Angel, une base de pirates autrefois libérée de la Sphère par Marcus. Oslo, devenu chef des Tuteurs, n’a pas oublié celle qui était son égal : Mila.
- 2451 : Notre histoire débute…

### Lieux et vaisseaux

#### Les Blocs
Les blocs sont des fragments d'écorce terrestre nés des bouleversements tectoniques engendrés par la surexploitation des sous-sols.
- Babylonia : un bloc isolé, aux marges du Skyland, sur lequel vivaient Mila, Mahad et Lena avant que la Sphère ne les retrouve.
- Puerto Angel : le bloc des rebelles : Puerto Angel est la base de ralliement des pirates rebelles. Mahad et Lena y séjournent depuis l'enlèvement de leur mère.
- Kharzem : la prison de haute sécurité dans laquelle la Sphère enferme les dissidents. Son emplacement n'est connu que des membres de la Sphère. Mila y est prisonnière, isolée de la lumière du jour.
- Le Tutorat : le bloc principal de la Sphère. Il est ultra-technologique, mais parsemé d'eau et de jardins. Il est agrandi en permanence par l'ajout de nouvelles constructions. Il contient toute l'administration de Skyland, le Conseil de la Sphère et l'école des Tuteurs.
- La zone des Marges : la zone de blocs la plus éloignée du noyau terrestre et donc de la dictature de la Sphère.

#### Vaisseaux
- Le Saint-Nazaire : Le vaisseau commandé par Cortés. Un gros vaisseau pirate, bien armé, rapide mais pas très maniable, dont l'équipage se compose de Dahlia, Wayan et Cheng. Son grand hangar sert à transporter des marchandises, mais peut aussi contenir dix vaisseaux rapides, les Moustiques, en cas de mission « musclée ». Dans ce cas-là, une dizaine de pirates de Puerto Angel prennent place à bord.
- L'Hypérion : Le mythique vaisseau de combat, un prototype unique conçu par les ingénieurs de la Sphère et dérobé par Marcus Farell. Après sa disparition, c'est son fils, Mahad, qui le pilote.
- Le Monolithe : Le vaisseau amiral de la Sphère. Il est équipé de techniques de pointe et recèle la « salle de lumière » secrète d'Oslo.

## Personnages

### Les groupes
- Les Seijins : des humains doués de pouvoirs de télékinésie et de télépathie mus par la lumière. Pourtant, même en plein soleil leur énergie se dépense plus vite qu'elle ne s'accumule, ils sont donc toujours fatigués après l'utilisation de leurs pouvoirs. Et, au cœur de la nuit, le Seijin redevient un être humain normal. Enrôlés par la Sphère, ils sont appelés à devenir des Tuteurs. Cependant, quand une personne chère aux yeux d'un Seijin est en danger, les pouvoirs du Seijin sont décuplés et ils peuvent, dans ces cas-là, utiliser leur pouvoirs la nuit mais, après, il leur faut du temps pour récupérer. Quand un Seijin maitrise parfaitement ses pouvoirs, il est très puissant et dans ce cas-là, ses pouvoirs sont destructeurs.
- Les Jinseis sont les personnes sans pouvoir. Ils forment la grande majorité de la population. Quand un Seijin emploie le mot « Jinsei », c'est avec une pointe de dédain.
- Les Tuteurs : afin de maintenir sa domination, la Sphère s'est dotée d'un corps d'élite : les Tuteurs. Enrôlés de force dès l'enfance parmi les Seijins aux potentiels les plus prometteurs, ils sont envoyés à l'école du Tutorat. Les Tuteurs constituent une caste redoutée de tous, car ils sont à la fois juges, militaires, garants de la stabilité et dotés d'une puissance physique et intellectuelle supérieure.
- Les Brigs sont des robots soldats au service de la Sphère, placés sous le commandement direct des Tuteurs. Chefs-d'œuvre de technologie, ils sont armés d'un canon prolongeant le bras du droïde. Il propulse une charge magnétique ultra-condensée qui se transforme en boule d'énergie, une fois tirée. Ils obéissent aux ordres, n'ont pas de désir propre, s'expriment directement et simplement avec une économie de mots.
- Les Pirates : combattant pour défendre leur liberté contre la Sphère, ils organisent aussi un marché parallèle de l'eau. La plupart vivent cachés sur de petits blocs dérivants dans la zone grise du monde des Marges dont le cœur est une étonnante « Cour des miracles » flottante : le bloc de Puerto Angel.
- Rémanents : c'est le nom qu'on donnait aux hommes et aux femmes qui s'étaient organisés pour lutter contre la Sphère, les véritables « résistants » de Skyland. Mais, depuis bientôt 10 ans, cette résistance a été anéantie, à la suite de la disparition du chef des Rémanents, Marcus Farell, le père de Mahad et Lena.
- Conseil de la Sphère : formé par d'anciens Tuteurs, le Conseil de la Sphère dirige Skyland. Sous leurs ordres directs, il y a les gouverneurs de régions (des Jinseis) et les Tuteurs (des Seijins).

### Les personnages
de gauche à droite : Brigs, Oslo, Diwan, Le Vecteur, Aaron Cortés, Wayan, Mila, Mahad, Lena, Dahlia, Cheng
- Mahad : le casse-cou. Mahad est un adolescent fougueux, aventurier de nature. Il est aussi charmant qu'insolent, intrépide et frimeur. Armé de son boomerang et pilotant Hypérion, le vaisseau hérité de son père, il part à la recherche de sa mère, Mila, et garde un œil protecteur sur sa petite sœur, Lena.
- Lena : la clé de la prophétie. Sa vie bascule lorsque sa mère, Mila, est enlevée par la Sphère. À douze ans, elle apprend à utiliser ses pouvoirs de Seijin car, elle ne le sait pas encore, mais l'avenir de Skyland repose sur ses frêles épaules. Oslo ne cesse de la chercher, connaissant son rôle à venir dans la prophétie. Léna devient très puissante au cours de la série, même plus puissante que sa mère et, grâce à sa maîtrise de ses pouvoirs, elle se sortira de différentes situations et filera maintes et maintes fois entre les griffes d'Oslo.
- Mila : les parents de Mahad et Lena, Marcus et Mila, formaient le couple symbole de la résistance à la Sphère. Mais leur père disparaît mystérieusement lors d'une mission. Depuis, Mila cache ses enfants sur Babylonia, surtout Lena qui est, comme elle, une Seijin.
- Aaron Cortés : le maître à bord du Saint-Nazaire. Cortés est à la tête de la rébellion pirate. Père adoptif de Cheng, cet homme de cœur recueille Mahad et Lena, après l'enlèvement de leur mère et se bat contre l'influence de la Sphère.
- Le Vecteur : à 65 ans, il est le sage parmi les pirates, celui qu'on écoute et qui possède la connaissance. Vieil ami de Mila, il prend Mahad et Lena sous son aile. Il a connu leur père, Marcus, quand il était enfant. Il rêve de cartographier Skyland et est persuadé que Lena ramènera paix et abondance dans ce monde.
- Wayan & Dahlia : les seconds : Wayan et Dahlia sont deux alliés précieux de Cortés dans la lutte contre la Sphère. Wayan est un guerrier discret mais efficace, alors que Dahlia est une jeune femme courageuse qui a rapidement adopté Lena comme sa propre sœur.
- Cheng : fils du meilleur ami de Cortés, Xihan, décédé. À 8 ans, Cheng est déjà un génie de l'informatique et de la robotique. Il n'en reste pas moins un enfant et voit les missions comme des jeux vidéo et Mahad comme un héros.
- Oslo : Oslo est le chef des Tuteurs, il agit pour le compte de la Sphère et est à l'origine de l'enlèvement de Mila. C'est un Seijin qui possède un secret pour utiliser ses pouvoirs la nuit. Il croit en la prophétie et projette de capturer Lena, afin de se servir d'elle pour prendre le contrôle de la Sphère.
- Diwan : Seijin dévouée, elle obéit aux ordres d'Oslo, dont elle est amoureuse. Sa mission consiste à capturer Lena et mater la rébellion. Sa cruauté est légendaire.

## Épisodes
1. L’Aube d'un nouveau jour – 1re partie (Dawn of a New Day : Part 1)
2. L’Aube d'un nouveau jour – 2e partie (Dawn of a New Day : Part 2)
3. Le Maître des airs
4. Mogura
5. L’Archipel des tempêtes
6. L’Œil du cyclone
7. La Mutinerie
8. Manipulation
9. Roi d'un jour
10. Roches rouges
11. Babylonia
12. Les liens du sang
13. Max
14. Les Ombres du passé
15. Au cœur de l’arène
16. Les Démons du vent
17. Le Secret de Cortés
18. L’Île de l'enfant roi
19. Alice
20. L’Exilée
21. Le Livre des mondes
22. Le Secret de Temuera
23. Mirage furtif
24. Infiltration
25. La Forteresse de Kharzem – 1re partie
26. La Forteresse de Kharzem – 2e partie

## Fiche technique
- Producteur : Aton Soumache
- Scénaristes : David Cole, Alexandre de la Patellière, Mathieu Delaporte, Nelu Ghiran, Emmanuel Gorinstein, Sean Jara, Denis McGrath, Olivier & Hervé Pérouze
- Montage : Julien Mazon Florent Maillet
- Musique originale : Paul Intson
- Superviseur musical : Amy Fritz
- Coordinateur technique : Pradeep K. Nair
- Studio d'animation 3D : Attitude Studio (voir aussi Renaissance)
- Direction de la production : Olivia Moreau
- Assistants réalisateur : Jeremie Apperry & Christelle Naga « Tata-Crachouillon »
- 2e assistant réalisateur : Rémi Verrière « La Loose »
- Lead Matte-Painter: Gabriel Villatte
- Superviseur visuel : David Vandergucht
- Assistant superviseur visuel : Franck-Noël Lapierre
- Superviseur modeling, texturing et skinning : Alain Boutillier
- Superviseur animation : Patrick Giusiano
- Superviseur de la capture de mouvement : Remi Brun
- Superviseur IT: Julien Doussot
- Story-Board (France): Nicolas Doray, Ivan Gomez-Montero, Joann Le Blanc
- Directeur de Plateau (Voix Françaises) : Hervé Rey
- Adaptation Française : Ghislaine Gozes / Gilles Coiffard

## Distribution

### Capture de mouvement
- Julien Girbig : Mahad
- Christelle Ouvrard : Lena
- Dominic Gould : Cortes
- Tadrina Hocking : Dahlia
- Pete Thias : Wayan
- Olivier Breuils : Vecteur
- Simon Masnay : Oslo
- Lena Kowski : Diwan
- Max Gruber et Émile Kaczorowski : Cheng
- Jerôme Cachon : Shoomday, Pratucci et autres personnages
- Alexandra Pic : Hanako, Alice et autres personnages
- Julie Delaurenti : Mila

### Voix françaises
- Donald Reignoux : Mahad
- Alexandra Pic : Lena
- Thierry Desroses : Cortes (1ère voix)
- Pascal Massix : Cortes (2ème voix) et Les Brigs (1ère voix)
- Fily Keita : Dahlia
- Adrien Antoine : Wayan
- Marc Cassot : Vecteur
- Bruno Dubernat : Oslo
- Lena Kowski : Diwan
- Sauvane Delanoë : Cheng
- Alexis Tomassian : Lee
- Yoann Sover : Shoomday
- Barbara Beretta : Hanako
- Laurence Dourlens : Mila
- Pascal Casanova : Brigs
- Chloé Berthier : Alice
- Laëtitia Lefebvre : Jeloa
- Hervé Rey : Lucas